# Angolo zenitale
L'angolo zenitale è una misura utilizzata in astronomia e in topografia. Si può parlare di angolo zenitale di un punto, o angolo zenitale tra due punti.

## Descrizione
Un osservatore sulla superficie della Terra può approssimare l'orizzonte ad una circonferenza, e la volta celeste ad una semisfera. La superficie terrestre può essere localmente approssimata con un piano, detto piano dell'orizzonte astronomico. In direzione perpendicolare a questo piano, "sopra la testa" dell'osservatore, è il punto della volta celeste che chiamiamo Zenit. La semiretta che parte dall'osservatore e passa per lo Zenit viene chiamata verticale dell'osservatore. Scelto un qualsiasi punto P della volta celeste, ad esempio una stella, o il picco di una montagna, viene chiamata visuale la semiretta che parte dall'osservatore e passa per tale punto P.
Per angolo zenitale del punto P si intende l'angolo tra la verticale dell'osservatore e la visuale ad un punto P. Per angolo zenitale tra i punti P e Q si intende un angolo che misura la differenza tra la misura dell'angolo zenitale del punto P e la misura dell'angolo zenitale del punto Q.